# سرايا طليعة الخراساني
سرايا الخراساني أو سرايا طليعة الخراساني هي فصيل عراقي شيعي مسلح تأسس سنة 1995 وترتبط بشكل غير مباشر بايران ولهم نفس الشعار الذي لدى الحرس الثوري الإيراني يقدر عددها بأكثر من 3 ألاف في بداية عام 2015،[بحاجة لمصدر] تعتبر حالياً جزء من تشكيلات الحشد الشعبي. يتبع الفصيل ولاية الفقيه في إيران وأمينها العام هو علي الياسري.
وأيضا تعتبر الجناح العسكري لحزب طليعة الخراساني، كما شاركت في انتخابات 2004 بعد أعتراف المفوضية العليا للأنتخابات ضمن موافقة رسمية.
ان سرايا الخراساني تسميتها لا تتبع أبو مسلم الخراساني ولكن تسميتها جاءت تيمنا بسرايا الخراساني الموعودة التي يأتي ذكرها في أخبار آخر الزمان، والخراساني هو صاحب الرايات السود القادمة من خراسان، والتي تنتصر للمهدي الموعود، وهو الإمام الثاني عشر عند الشيعة الإمامية الاثنا عشرية.

## التسمية
تسمى بأسم (سرايا الخراساني):نسبة إلى أبو مسلم الخراساني وهو قائد عسكري في القرن الثامن الميلادي ساعد في الإطاحة بالحكم الأموي وفي أنشاء الخلافة العباسية

### قبل عام 2003
تعود جذور تأسيس الحزب إلى عام 1986 وكانت عبارة عن سرية صغيرة تسمى سرية الكرار تتم بأشراف السيد ياسين الموسوي ممثل المرجع الديني السيد محمد باقر الحكيم ولكن كانت نقطة الانطلاق الحقيقية في عام 1995م، وتسمى منظمة الطليعة، التي أخذت موقف معارض للحكومة العراقية آنذاك وشكلت مجموعات مسلحة تستهدف نظام حزب البعث في محافظات الجنوب وأتخذت موقع هور الجبايش والناصرية مكان للهجوم، ثم بعد تجفيف الأهوار أنتقلت إلى صحراء النجف وكربلاء.
تقول في أدبياتها أنها نفذت أكثر من 70 عملية ضد قيادات حزب البعث في جنوب العراق في الناصرية وكربلاء وبغداد.

### الحزب بعد عام 2003
بعد غزو العراق في عام 2003 غيرت المنظمة التسمية إلى حزب الطليعة الإسلامي، وقدم الحزب أوراق رسمية للمفوضية العليا للانتخابات وحصلت على أعتراف رسمي منها.
يوجد لدى الحزب مقرات في وسط وجنوب العراق وقد شاركت في أغلب الانتخابات السابقة أبرزها.
- انتخابات الجمعية الوطنية عام 2005
  - ضمن حزب الطليعة الإسلامي 234
- انتخابات مجلس النواب عام 2005
  - ضمن قائمة شمس العراق 652
- انتخاباب مجلس النواب عام 2010
  - ضمن الائتلاف الوطني العراقي 316
- انتخابات مجالس المحافظات 2013
  - ائتلاف دولة القانون 419
- انتخابات مجلس النواب عام 2014
  - ضمن أئتلاف المواطن 411

## مصدر
1. ↑  بنت الرافدين نسخة محفوظة 17 سبتمبر 2016 على موقع واي باك مشين.
2. ↑  على غرار إيران.. العراق يتجه لتحويل «الحشد الشعبي» إلى «قوات حرس ثوري» - ساسة بوست نسخة محفوظة 24 أغسطس 2017 على موقع واي باك مشين.
3. ↑  من هم سرايا طليعة الخراساني|موقع حراك الأخباري [وصلة مكسورة] نسخة محفوظة 14 مايو 2016 على موقع واي باك مشين.
4. ↑  "kitabat". مؤرشف من الأصل في 2016-10-08.
5. ↑  المقاتلون الأجانب في صف النظام السوري.. من هم؟ | الشرق الأوسط نسخة محفوظة 08 مايو 2016 على موقع واي باك مشين.
6. ↑  "من نحن ؟". مؤرشف من الأصل في 2016-06-17.